# 큰이빨부리고래
큰이빨부리고래(Mesoplodon stejnegeri)는 부리고래과 이빨부리고래속에 속하는 거의 알려지지 않은 부리고래의 일종이다. 베링해부리고래 또는 사부르이빨고래로도 불린다. 북태평양 북부 지역에 서식한다. 1883년 레온하르트 스테츠네거(Leonhard Hess Stejneger)가 베링섬 해안에서 훼손된 두개골 모식 표본 일부를 수집했고, 1885년 트루(Frederick W. True)가 이를 기록했다. 1904년 완전한 두개골 표본(오리건주 뉴포트 근처에 좌초한 성체 수컷)이 수집되었고, 이는 공식 확인되었다. 이 수컷의 가장 주목할만한 특징은 아주 크고, 사부르 모양의 이빨이다.

## 같이 보기
- 고래류의 종 목록